# Сороцький повіт
Соро́цький пові́т — адміністративно-територіальна одиниця Бессарабської губернії. Повітове місто — Сороки.
Повіт знаходився на північному сході губернії. На півночі і північному сході межував з Подільською губернією, на заході з Хотинським, південному заході Бєлцьким, південному сході з Оргеєвським повітами Бессарабської губернії. Найбільша протяжність з півночі на південь становила 110 верст (117 км), з заходу на схід — 78 верст (83 км). Площа повіту, за Стрельбицьким, становила 3 971 верст² (4 519 км²).
Окрім хліборобства населення займалося тютюнництвом, виноградарством і садівництвом.

## Адміністративний поділ
У повіті було 263 населених пункта, в тому числі два містечка — Атаки і Вад-Рашков. Станом на 1912 рік до складу повіту входило 12 волостей і 4 стани:
- місто Сороки з передмістям Застинка, будовами по Білецькому тракту, по Могилівському тракту, селами Бужерівка та Застинка.
- Аріонецька — село Аріонгешти
- Атацька — містечко Атаки
- Бадичанська — село Бадичани
- Васькоуцька — село Васькоуци
- Клімоуцька — село Клімоуци
- Котюжанська — село Котюжани-Марі
- Надушицька — село Надушит
- Околінська — село Околіно
- Пепенська — село Пепени
- Рашковська — село Вадь-Рашково
- Тирновська — село Тирново
- Флорецька — село Флорешти
- 1 стан — містечко Атака
- 2 стан — колонія Згуриця
- 3 стан — містечко Флорешти
- 4 стан — містечко Вадь-Рашково

## Населення
За даними етнографічної експедиції 1869—1870 років під керівництвом Павла Чубинського, у Сороцькому повіті 1/6 населення становили українці.
Під час перепису населення Російської імперії 1897 року в повіті проживало 203 510 чоловік. З них 66,4 % були молдовани, 16,87 % — українці, 11,01 % — євреї, 4,12 % — росіяни, 0,5 % — німці, 0,71 % — поляки, 0,21 % — цигани.